# Chacoa
Chacoa é um género botânico pertencente à família Asteraceae.